# Centre culturel de Kaunas diverses nations
 (janvier 2015).
 (février 2019).
Si vous disposez d'ouvrages ou d'articles de référence ou si vous connaissez des sites web de qualité traitant du thème abordé ici, merci de compléter l'article en donnant les références utiles à sa vérifiabilité et en les liant à la section « Notes et références ».

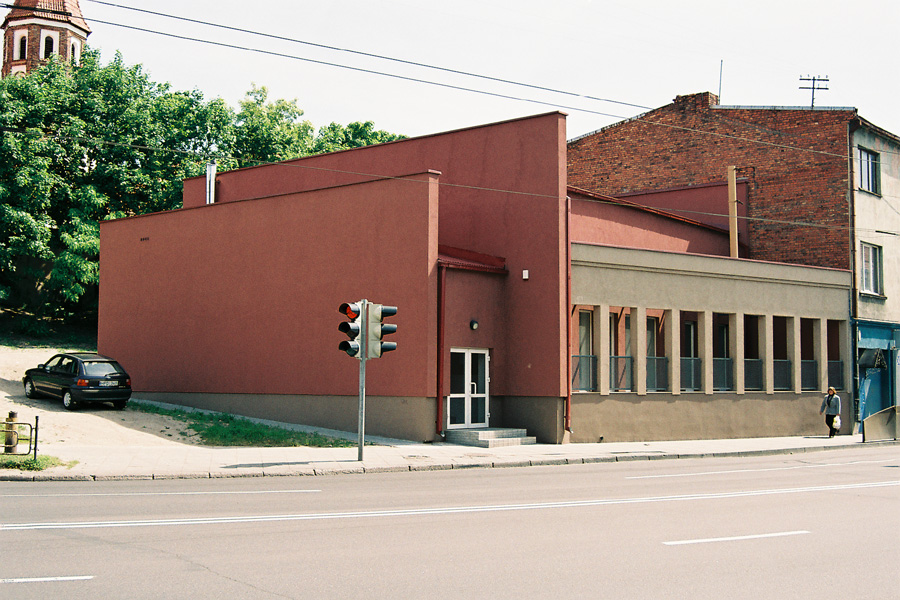
Šv.Gertrūdos rue 58, Kaunas,
LT 44261, Lituanie

Centre culturel de Kaunas diverses nations est une institution culturelle et pédagogique destinée à préserver les identités culturelles des minorités nationales et d’encourager leur intégration positive dans la société lituanienne. L’institution encourage la tolérance nationale et internationale, s’efforce de développer la société civile.

## L’histoire
L’institution a été fondée le 30 avril 2004 par le Département des minorités nationales et des lituaniens vivant à l’étranger sous le gouvernement de la République de Lituanie avec le Conseil municipal de la ville de Kaunas. L’ouverture officielle du Centre culturel de Kaunas diverses nations a eu lieu le 18 novembre 2004. Sur la base de la décision du gouvernement de la République de Lituanie, le Département des minorités nationales et des Lituaniens vivant à l’étranger a été réorganisée et le Ministère de la Culture de la République de Lituanie est devenue un partenaire de l’institution à compter du 1er janvier 2010. Le directeur Dainius Babilas a été exécuté l’institution depuis le jour de sa création.

## Les activités
L’institution détient plus de 70 événements culturels chaque année: des concerts, des expositions d’art, des rencontres sociales, des lectures de poésies, des dégustations de présentations de succession et réserver culinaires. Il organise également des formations et des séminaires pour les dirigeants des communautés des minorités nationales, pour les membres actifs des associations et pour les jeunes. L’institution accueille des scientifiques et des spécialistes à des conférences scientifiques, des séminaires et des débats sur l’histoire, les actualités, les problèmes et l’intégration des minorités nationales. L’administration de l’institution recueillie, trie et distribue les informations sur les minorités nationales, aide pour les scientifiques, les étudiants et les élèves pour mener leurs recherches, prépare des articles et des communiqués de presse et participe à diverses émissions de télévision et de radio. 
Depuis 2006 jusqu’à  2012 l’institution a organisé un festival annuel de la minorité nationale lituanienne appelée «les Ponts de la culture», qui est l’un des plus grands événements culturels pour les minorités nationales en Lituanie. Pendant le festival les meilleurs groupes artistiques des minorités ethniques donnent leurs performances, offrent leurs plus belles créations artistiques et des ateliers pour les enfants. L’événement a été organisé traditionnellement dans le centre de la ville de Kaunas sous le ciel ouvert.  En 2013 a été organisé à Alytus. En 2008 et en 2013 l’institution a organisé la fête de l’école lituanienne de minorité ethnique dimanche, qui est organisé chaque année dans les différentes villes du pays. 
Depuis 2006 l’institution organisé régulièrement des événements photographiques où les photographes professionnels interagissent avec les communautés des minorités nationales et des élèves du secondaire afin de créer des expositions représentant diverses cultures, qui sont par la suite affichées aux divers centres culturels nationaux, dans les galeries, dans les écoles, aux centres commerciaux et dans autres lieux publics. 
L’institution entretient des relations étroites avec les institutions non gouvernementales des minorités nationales (arménien, biélorusse, polonais, rom, russe, tatar, ukrainienne, allemande, juifs et d’autres.). Des divers événements, des rassemblements et des répétitions d’artistes sont constamment organisée par les communautés des minorités nationales dans les locaux de l’institution.  
C’est la seule institution de cette nature dans la région de Kaunas. Une association similaire appelée la Maison des communautés nationales se trouvent à Vilnius. Le centre culturel national se trouve à Klaipėda.

## La coopération internationale
L’institution initie et participe aux projets internationaux de l’UE, depuis 2007 dans le cadre du «Programme d’éducation permanente» («Grundtvig», «Leornardo da Vinci») et de la « Jeunesse en action », depuis 2014 «Erasmus+». Le Centre entretient une relation avec les partenaires du projet à l’étranger: en Allemagne, au Royaume-Uni, en Norvège, en Islande, etc. La participation du centre dans les projets d’autres institutions est également une partie de l’activité. Les employés de l’institution participent dans les  formations et dans les  séminaires de développement de qualification internationales, participent dans les conférences, des stages, des programmes d’échanges de jeunes et des visites d’introduction dans les programmes de l’UE.

## Galerie

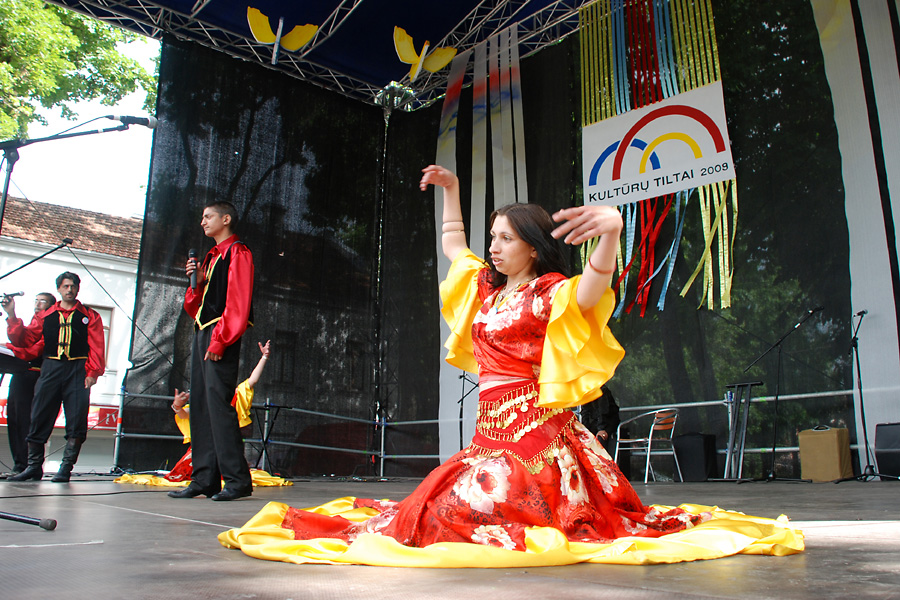
Les Ponts de la culture 2009
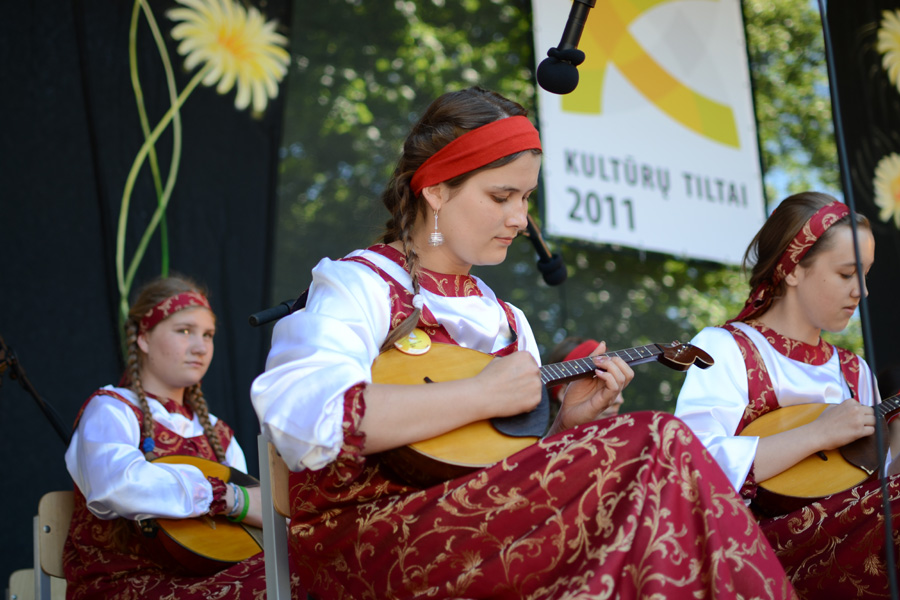
Les Ponts de la culture 2011
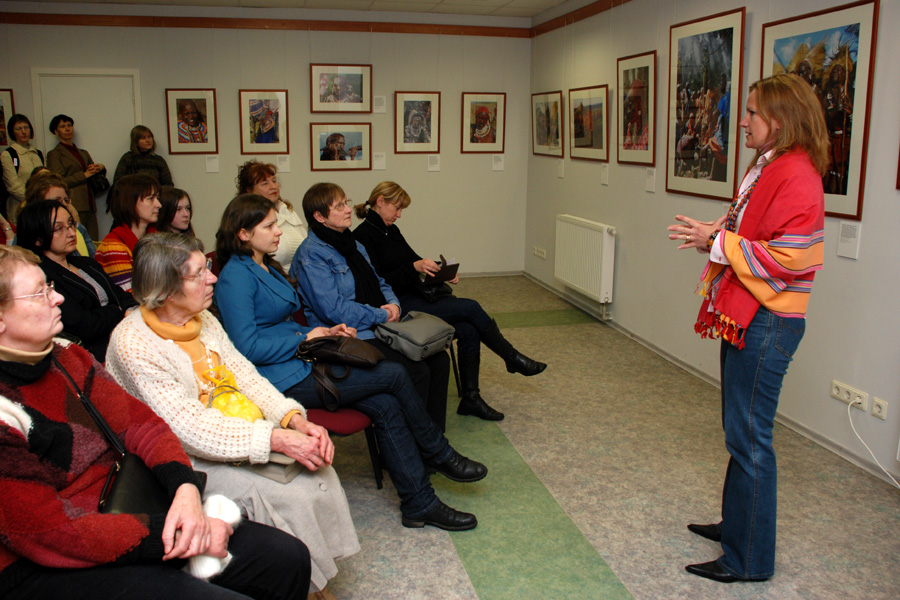
Exposition sur l'Afrique
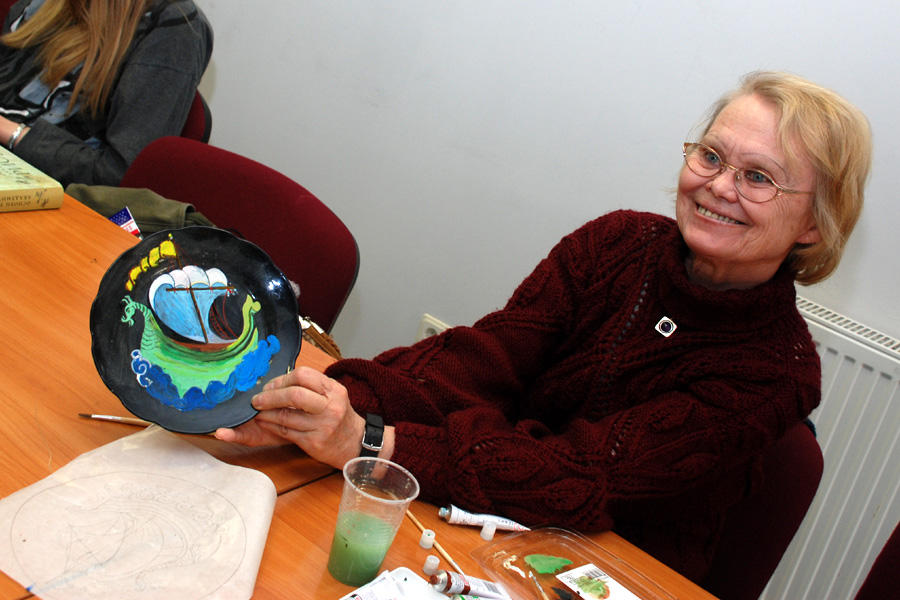
L'apprentissage de l'artisanat